# Le Labyrinthe du silence
Pour les articles homonymes, voir Labyrinthe (homonymie).
Pour plus de détails, voir Fiche technique et Distribution.
Le Labyrinthe du silence (Im Labyrinth des Schweigens) est un film dramatique historique allemand coécrit et réalisé par Giulio Ricciarelli, sorti en 2014.

## Synopsis
Francfort-sur-le-Main 1958. Le jeune procureur Johann Radmann recherche des pièces décisives sur les camps de la mort d'Auschwitz. Le film s'inspire de ce que l'on a appelé le « Second procès d'Auschwitz ». Ce procès visait 22 membres de la direction du camp et s'est déroulé entre décembre 1963 et août 1965. 
Le personnage de Johann Radmann s'inspire de trois procureurs réels : Joachim Kügler, Georg Friedrich Vogel et Gerhard Wiese (de). Des protagonistes ayant réellement existé, dont le procureur général Fritz Bauer, le journaliste Thomas Gnielka (en) et Hermann Langbein ancien déporté et lien avec des témoins, y sont également incarnés.
Radmann réussit à inculper plusieurs criminels nazis, dont Robert Mulka (l'adjoint du commandant du camp) et le dernier commandant, Richard Baer, mais il échoue à faire arrêter Josef Mengele. Dans le même temps, Fritz Bauer s'adresse au Mossad pour organiser la capture d'Adolf Eichmann.

## Fiche technique
- Titre original : Im Labyrinth des Schweigens
- Titre international : Labyrinth of Lies
- Réalisation : Giulio Ricciarelli
- Scénario : Elisabeth Bartel et Giulio Ricciarelli
- Direction artistique :
- Décors :
- Costumes : Aenne Plaumann
- Photographie : Roman Osin
- Son : Günther Gries
- Scripte; Kaija Helweg
- Montage : Andrea Mertens (de)
- Musique : Sebastian Pille
- Production : Jakob Claussen et Ulrike Putz
- Sociétés de production :
- Distribution : Universal Pictures (Allemagne)
- Budget :
- Pays de production : Allemagne
- Langue : allemand
- Format : Couleur - ratio : 2,35:1
- Genre : Drame historique
- Durée : 120 minutes
- Dates de sortie :
  - Canada : septembre 2014 (festival international du film de Toronto 2014)
  - Allemagne : 6 novembre 2014
  - France : 27 avril 2015

## Distribution
- Alexander Fehling : Johann Radmann
- André Szymanski : Thomas Gnielka
- Friederike Becht : Marlene Wondrak
- Johannes Krisch : Simon Kirsch
- Johann von Bülow : Otto Haller
- Gert Voss : Fritz Bauer
- Thomas Hessdörfer: Richard Baer
- Udo Suchan : Robert Mulka
- Lukas Miko : Hermann Langbein

Le film est dédié à Gert Voss, décédé à la fin du tournage.

## Distinctions

### Récompenses
- Festival international du film d'histoire de Pessac 2014 : Prix du Jury, Prix du Jury Étudiant, Prix du Public
- Festival de cinéma européen des Arcs 2014 : Mention Spéciale du Jury, Prix du Public [2]
- Festival 2 Cinéma de Valenciennes 2015 : Prix du Public

### Sélections
- Festival international du film de Toronto 2014 : sélection « Contemporary World Cinema »